# Kwak Ye-ji
Kwak Ye-Ji (8 september 1992) is een Zuid-Koreaanse boogschutter.
Kwak Ye-Ji is een Koreaanse naam, de familienaam is Kwak. Kwak werd in 2008 lid van het Koreaans nationaal team, ze schiet met Yun Ok-Hee en Joo Hyun-Jung. In 2009 won ze met haar recurveboog onder meer de finale van de World Cup en behaalde een tweede plaats bij de Wereldkampioenschappen outdoor. Kwak staat 2e op de FITA-wereldranglijst (september 2009). 

## Resultaten
2009
 WK outdoor
 World Cup, stage 3 (individueel en team)
 World Cup, finale (individueel)